# 星野展弥
星野 展弥（ほしの のぶや、1937年2月1日 – 2020年2月22日）は、日本の元卓球選手。現役時代は日本代表として世界卓球選手権で金メダル2個を含む計4個のメダルを獲得し、日本卓球界の黄金期を代表する選手として活躍した。国際卓球連盟世界ランキング最高位は9位タイ。段級位は9段。

## 経歴
1958年度、全日本卓球選手権大会シングルス決勝で成田静司に1-3で敗れ準優勝。
1959年度、ドルトムント (西ドイツ) で行われた世界選手権ではシングルスで16強。成田と出場した男子ダブルスでは準々決勝敗退。難波多慧子と出場した混合ダブルスでも準々決勝敗退。団体で成田、村上輝夫、荻村伊智朗と金メダル。世界ランキング13位タイ。全日本選手権で木村光男と出場した男子ダブルスで渋谷五郎 / 村上組に0-2で敗れ準優勝。
1960年度、全日本選手権シングルス決勝で荻村を3-2で下し優勝。
1961年度、北京 (中国) で行われた世界選手権では木村興治と出場した男子ダブルス準決勝で荘則棟 / 李富栄組 (中国) に3-1で勝利。決勝でもゾルターン・ベルシック / フェレンツ・シド組 (ハンガリー) を3-1で下し金メダル。関正子と出場した混合ダブルス準決勝で荻村 / 松崎キミ代組 (日本) に1-3で屈し銅メダル。団体で銀メダル。世界ランキング9位タイ。全日本選手権では伊藤和子と出場した混合ダブルス決勝で福島萬治 / 栗田和代組を2-0で倒し、優勝。
現役引退後は大阪で「星野クラブ」を立ち上げ、指導者となった。

## 表彰
- 朝日スポーツ賞 - 1959,1961年[10]